# Wilhelm Fabian von Brozowski
Wilhelm Fabian von Brozowski (* 3. Juli 1788 in Schliewe; † 7. Januar 1854 in Potsdam) war ein preußischer Generalmajor.

## Leben

### Herkunft
Er war der Sohn des preußischen Kapitäns und Herrn auf Schliewe Wilhelm Fabian von Brozowski (* um 1758; † nach 1795) und dessen Ehefrau Eleonore, geborene von Willamowski († nach 1795).

### Militärkarriere
Brozowski besuchte die Kadettenhäuser in Kulm und Berlin. Am 27. März 1804 wurde er als Gefreiterkorporal im Infanterieregiment „von Möllendorff“ der Preußischen Armee angestellt. Als Portepeefähnrich nahm Brozowski 1806/07 während des Vierten Koalitionskrieges an der Schlacht bei Auerstedt, in der er verwundet wurde, sowie den Gefechten bei Boitzenburg und Prenzlau teil.
Nach dem Friedensschluss avancierte Brozowski im Januar 1808 zum Sekondeleutnant von der Infanterie und wurde am 6. September 1809 dem 2. Westpreußischen Dragoner-Regiment aggregiert. Mit diesem Regiment beteiligte er sich 1812 im Verbund mit der französischen Armee an Napoleons Russlandfeldzug. Im Verlauf des Feldzuges kämpfte Brozowski bei Ruhenthal, Eckau, Olai, Tomoscna, Dahlenkirchen, Samsonkrug sowie Piktupönen und wurde zwei Mal verwundet. In den Befreiungskriegen, nunmehr gegen Napoleon, beteiligte er sich an den Schlachten bei Großbeeren, Dennewitz und Leipzig, dem Sturm auf Arnheim sowie den Belagerungen von Wesel und Antwerpen. Für Großbeeren erhielt er das Eiserne Kreuz II. Klasse und am 11. Oktober 1814 wurde Brozowski für seine Leistungen während des Russlandfeldzuges 1812 mit dem Orden Pour le Mérite geehrt.
Vor dem Beginn des Sommerfeldzuges wurde Brozowski am 27. April 1815 zum Premierleutnant befördert und fungierte bis Anfang November 1815 als Führer der Jägereskadron seines Regiments. Anschließend folgte seine Versetzung in das 7. Dragoner-Regiment und am 16. Oktober 1816 die Beförderung zum Rittmeister. Mit der Beförderung zum Major stieg Brozowski in den Regimentsstab auf. In gleicher Eigenschaft war er vom 10. Juli 1833 bis zum 6. April 1842 im 6. Ulanen-Regiment in Paderborn tätig. Anschließend zum Oberstleutnant befördert, beauftragte man ihn mit der Führung des 8. Ulanen-Regiments. Am 12. September 1842 wurde Brozowski zum Regimentskommandeur ernannt und in dieser Stellung am 22. März 1845 zum Oberst befördert. 1847 erhielt er den Roten Adlerorden IV. Klasse. Am 3. März 1848 wurde Brozowski als Generalmajor mit Pension zur Disposition gestellt.

### Familie
Brozowski verheiratete sich am 25. August 1821 in Lippstadt mit Henriette Amalie Isabella Zurhellen (1795–1824). Aus dieser Ehe ging u. a. der spätere preußische Generalleutnant Adolf von Brozowski (1823–1905) hervor. Nach dem frühen Tod seiner ersten Ehefrau heiratete er am 20. Dezember 1827 in Lippstadt Karoline Amalie Henriette von Schorlemer (1793–1862).